# Vincent Tshituka
Pas d'image ? Cliquez ici

a Compétitions nationales et continentales officielles uniquement.

b Matchs officiels uniquement.
Dernière mise à jour le 9 juillet 2025.
Vincent Tshituka, né le 10 septembre 1998 en République démocratique du Congo, est un joueur international sud-africain d'origine congolaise de rugby à XV jouant au poste de troisième ligne aile avec la franchise des Sharks en United Rugby Championship depuis 2022.
Son frère cadet Emmanuel Tshituka est également joueur de rugby à XV professionnel et évolue aux Lions.

## Biographie

### Jeunesse et formation
Vincent Tshituka naît le 10 septembre 1998 en République démocratique du Congo, puis émigre vers l'Afrique du Sud dans sa jeunesse. Il commence par jouer au football et évolue au poste de gardien de but. Il pratique aussi la danse et a même fait partie d'un groupe de hip-hop appelé Fusion X. C'est durant le lycée, à la Northcliff High School de Johannesbourg, en moins de 16 ans, qu'il commence à jouer au rugby à XV,.
Il joue ensuite pour l'université de Johannesbourg, avant d'être recruté par les Lions.

### Carrière professionnelle
Vincent Tshituka s'impose dans les catégories de jeunes avec les Lions et gagne sa place dans l'équipe première. Il fait ses débuts professionnels avec les Golden Lions le 20 octobre 2018, durant la Currie Cup 2018, lors d'un match contre les Natal Sharks. Il s'agit de son unique match de la saison. Il est ensuite retenu dans l'effectif des Lions pour la saison 2019 de Super Rugby. Il joue pour la première fois dans la compétition dès la troisième journée face aux Bulls, puis est titularisé les deux matchs suivants. Cependant, sa progression est stoppée par une blessure à la cheville qui l'éloigne des terrains durant deux mois,. Quelque temps après son retour à la compétition, il est élu Homme du match à l'occasion d'une victoire 41 à 22 face aux Stormers.
Puis, les Golden Lions atteignent la finale de la Currie Cup en 2019 où ils affrontent les Free State Cheetahs. Tshituka ne participe pas à cette rencontre perdue 31 à 18 par les siens. Il joue ensuite quelques matchs épisodiquement chaque saison jusqu'en 2021-2022, où il s'impose avec les Lions qui jouent désormais en United Rugby Championship. En effet, il joue douze matchs, tous en tant que titulaire et marque deux essais. Au mois d'avril 2022, il est même élu joueur sud-africain du mois en URC. Après cette bonne saison, il essaye d'obtenir un passeport sud-africain, dans l'objectif de jouer pour les Springboks. Cependant, les restrictions liées à la pandémie de Covid-19 ont bloqué les nouvelles demandes de citoyenneté permanente, mettant temporairement un terme aux ambitions de Vincent Tshituka.
À la suite de cette première saison pleine, il est transféré aux Sharks à partir de la saison 2022-2023, après avoir refusé les avances du champion d'Angleterre en titre, les Harlequins. Il y signe un contrat de trois ans,. Il s'y impose rapidement et joue régulièrement. Il termine la saison ayant pris part à dix-sept rencontres dont seize en tant que titulaire et marqué un essai.
En début de saison 2023-2024, il se blesse à l'épaule, lui faisant ainsi manquer plusieurs mois de compétition.

## Palmarès
- Golden Lions
  - Finaliste de la Currie Cup en 2019